# Nicolas Victor Fonville
Pour les articles homonymes, voir Fonville.
Nicolas Victor Fonville — dit Fonville Père —, né le 30 novembre 1805 à Thoissey (Ain) où il est mort le 12 novembre 1856, est un peintre paysagiste, lithographe et graveur français.
Il est le père du peintre Horace Antoine Fonville.

## Biographie

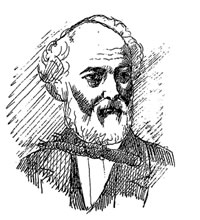
Nicolas Victor Fonville vers 1850.

Nicolas Victor Fonville est le fils de Marguerite Guinet et Claude François Fonville, qui était secrétaire en chef de l'administration municipale du canton de Thoissey.
Il perd son père en 1820 et vient s'installer à Lyon avec sa mère. Il trouve un emploi chez un imprimeur-lithographe, Horace Antoine Sastre, dit Brunet, qui appréciant ses qualités de travailleur mais aussi ses dispositions pour le dessin, le confie à Augustin Thiérriat.
Pendant deux ans, il étudie le dessin et la peinture à l'École des beaux-arts de Lyon où Antoine Duclaux et Augustin Thiérriat lui prodiguent leurs conseils avisés.
Encouragé par des amis comme Charles Gleyre, Sébastien Cornu et Isidore Flacheron, il part en 1828 à Rome, voyage qu'il fait en grande partie à pied en compagnie d'Antoine Guindrand. Après une année passée à Rome, ayant contracté les fièvres des marais pontins, il rentre en France.
De retour à Lyon, il épouse le 23 janvier 1830 la fille de son patron, Joséphine Sastre, dite Brunet, avec laquelle il a sept enfants. Il perdit deux filles et deux garçons. Ne survécurent qu'un fils, Horace, et deux filles, Louise et Marie.
Précurseur dans le domaine de l'enseignement de la peinture, Nicolas Fonville est le premier qui ouvre en 1831, rue des Bouchers, une école de peinture de paysage. Avant lui, on apprenait le paysage par le biais de la copie de gravure ou en sollicitant les professeurs de l'École des beaux-arts qui peignaient des paysages à titre privé. L'atelier de Nicolas Fonville est fréquenté par des talents aussi divers que Alfred Bellet du Poisat, Louis-Hilaire Carrand, Louis Guy, Chevallier, Francisque Gabillot, Girardon, Gustave Karcher, Paul Saint-Olive ou son fils Horace Antoine Fonville. Il leur enseigne la peinture en plein air, sac à dos et palette à la main, dans la campagne lyonnaise environnante et en Bugey. Fonville lui-même réalise parfois l'arrière-plan paysager de tableaux co-signés par d'autres artistes comme le peintre de marines Louis Ambroise Garneray.
Nicolas Victor Fonville, dont on faisait grand cas de l'avis artistique, intervient auprès des parents de son ami François-Auguste Ravier pour lui permettre d'abandonner son notariat afin de commencer une carrière de peintre paysagiste.
Au décès d'Antoine Lorin, sa veuve Françoise, également native de Thoissey et amie de Nicolas Fonville, sollicite celui-ci pour ses conseils artistiques relativement aux tableaux du couple. Le musée Lorin fut ainsi créé en 1854 dans l'hôtel de ville de Bourg-en-Bresse. Le legs constitua la première dotation d'œuvres de ce qui est devenu le musée de Brou.
En 1852, Nicolas Fonville se retire à Thoissey, il achète un terrain montée Challes où il fait construire une maison et un atelier.
Au collège de Thoissey dont il est professeur de dessin, il développe le goût des arts chez ses jeunes élèves.
Il meurt dans sa maison le 12 novembre 1856 à onze heures du matin et repose au cimetière de Thoissey.

## Expositions
- Salon de Lyon de 1832 à 1852.
- Salon de Paris de 1840 à 1849.
- Musée Royal à Paris le 5 mars 1840 : Vue de Lyon, prise du clos de l'école vétérinaire
- Exposition de la Société des amis des arts, Lyon 1841 : Vue de Chatillon-d'Azergues n°10
- Exposition de Nimes en 1854, une médaille lui est décernée

## Musées
- Musée des beaux-arts de Lyon.
- Musées Gadagne à Lyon.
- Musée de Brou à Bourg-en-Bresse.
- Musée Chintreuil à Pont-de-Vaux.
- Musée de la Lunette à Morez
- Musée Magnin de Dijon

## Quelques œuvres
- Promenade à Lyon, 1831
- Vues de Lyon, 24 lithographies de Lyon
- Uriage et ses environs, 11 lithographies autour d'Uriage-les-Bains

Planches extraites de Promenade à Lyon, 1831
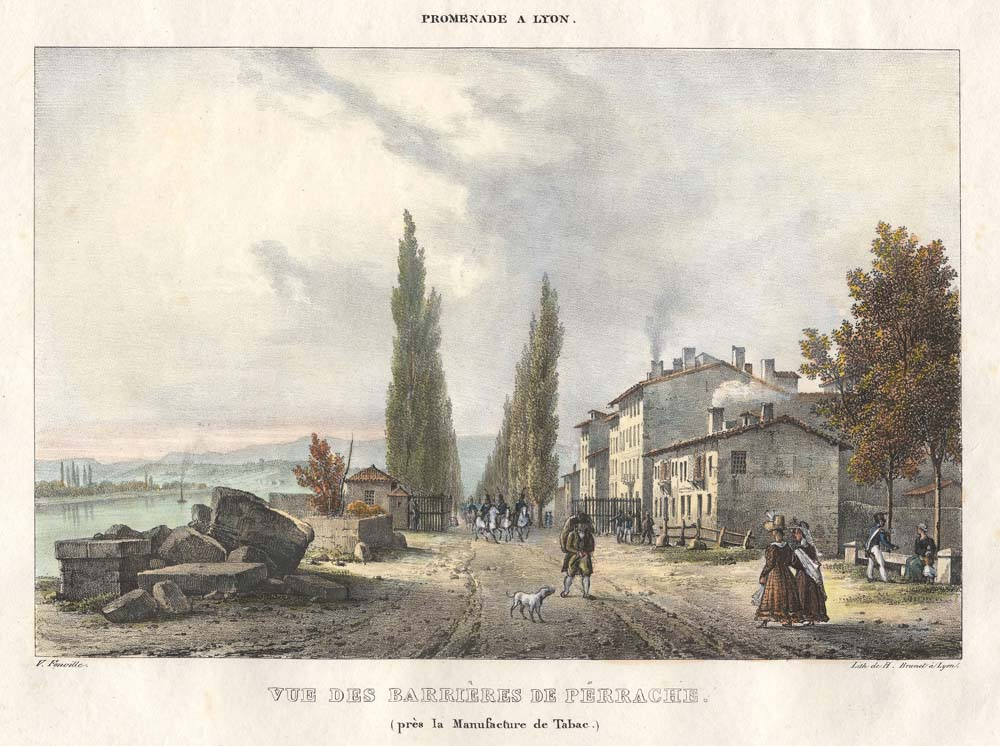
Vue des barrières de Perrache (près de la Manufacture de Tabac).
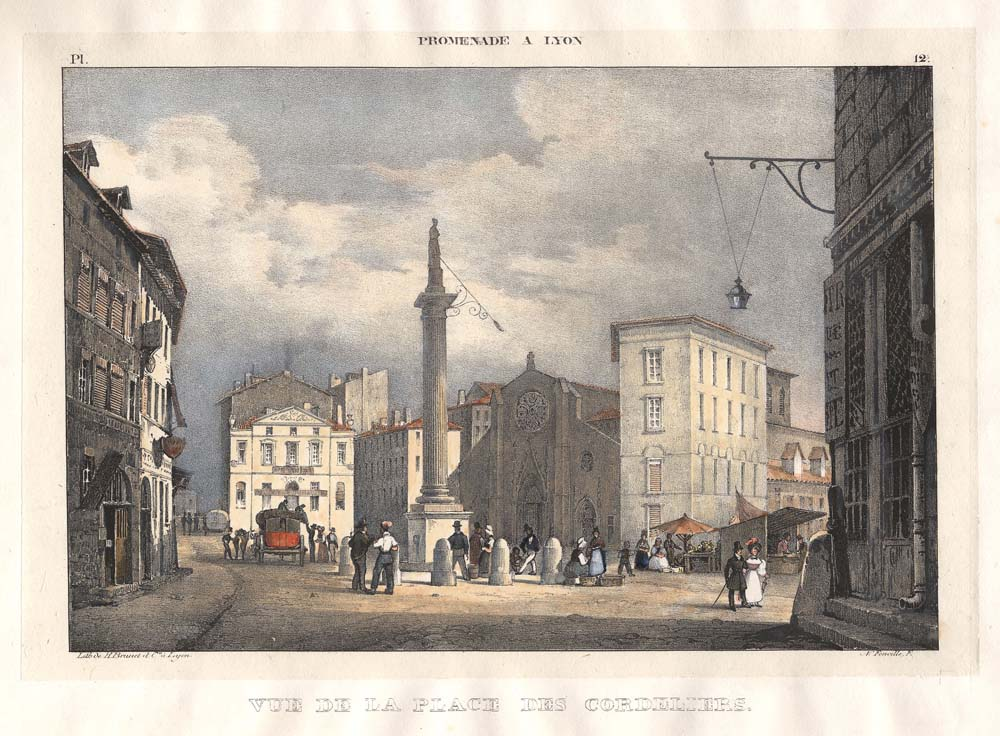
Vue de la place des Cordeliers.
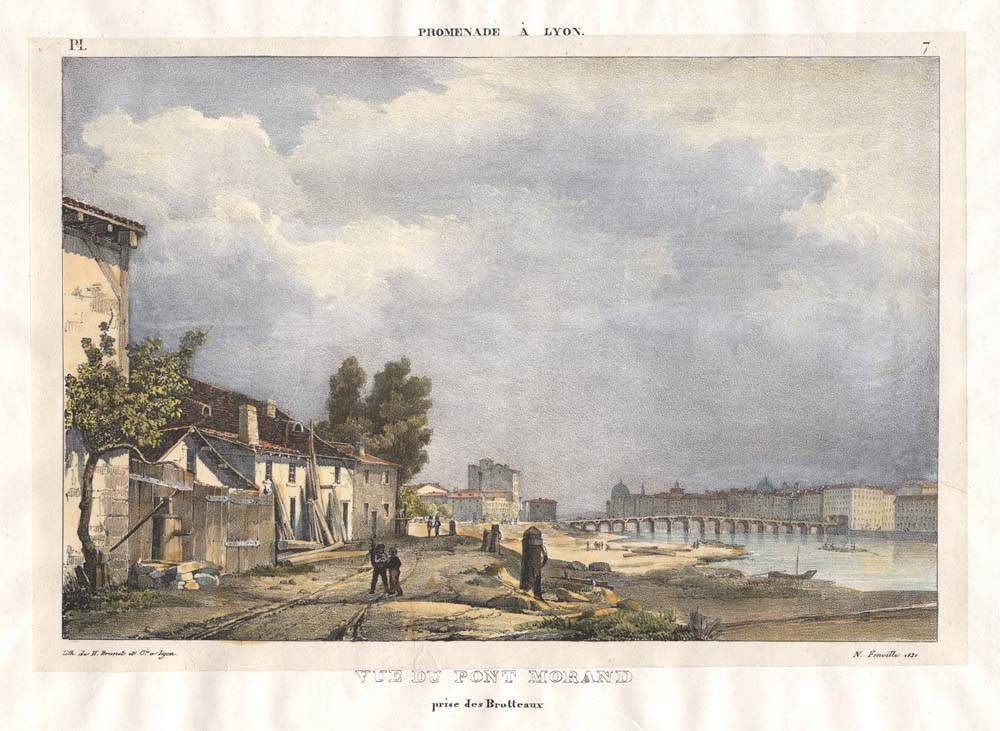
Vue du pont Morand, prise des Brotteaux.